# Nesozineus apharus
Nesozineus apharus là một loài bọ cánh cứng trong họ Cerambycidae.